# Llangurig
Llangurig (650 ab. ca.) è un villaggio del Galles centro-orientale, facente parte della contea di Powys (contea tradizionale: Montgomeryshire) e situato tra le colline della catena montuosa di Plymlymon, nell'area dei monti Cambrici, e lungo il corso del fiume Wye, al "confine" con l'Inghilterra. Situato ad un'altitudine di circa 1 000 metri, è considerato il villaggio "più alto" del Galles.

## Etimologia
Il toponimo Llangurig deriva da quello di un santo, San Curig, a cui è intitolata la chiesa (in gallese: llan) parrocchiale.

## Geografia fisica

### Collocazione
Llangurig si trova tra Llanidloes e Rhayader (rispettivamente a sud/sud-ovest della prima e a nord/nord-ovest della seconda), a circa 30 km a sud-ovest di Newtown.

## Architettura
L'impronta architettonica del villaggio è stata data, in particolare dall'architetto W.A.S. Benson.

### Edifici e luoghi d'interesse

#### Chiesa parrocchiale
La chiesa parrocchiale fu eretta in memoria di San Curig o forse dal santo stesso intorno al 550 e fu interamente ricostruita nel XV secolo con sensibile intervento dell'architetto Gilbert Scott.
La chiesa contiene la panca reale del principe Alberto (divenuto in seguito re Giorgio VI).